# Step irlandzki

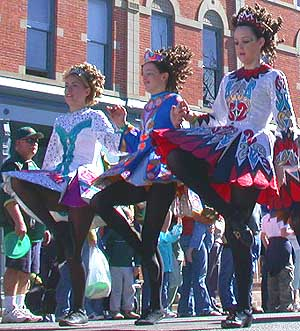
Tancerki wykonujące taniec irlandzki

Step irlandzki – styl tańca irlandzkiego. 
Step dzieli się na set dance i tańce solowe dzielące się pod względem rytmów (jest to reel, hornpipe i jig). Tańczy się go w specjalnych butach, które mają obcas i klocek (z przodu). W trakcie tańca tancerz musi być wyprostowany, mieć ręce przy sobie, uśmiech na twarzy oraz mieć odkręcone i skrzyżowane stopy. Ważne jest, aby wystukiwać wszystkie uderzenia i tańczyć w rytmie. 
Nazewnictwo elementów stepu jest bardzo różne. W Polsce używa się przeważnie określeń angielskich, np. uderzenie klockiem o podłogę to treble (polskie zespoły wykonujące step irlandzki to m.in. Comhlan, Elphin, Reelandia, Treblers), a uderzenie obcasem o obcas to click.
Step jest efektowną formą tańca, dlatego jest używany w show, takich jak Riverdance, Lord of the Dance, Gaelforce Dance czy Feet of Flames.
Tancerz i twórca show Lord of the Dance oraz Feet of Flames, Michael Flatley, potrafi zrobić 37 uderzeń stopą na sekundę. Został wpisany do księgi rekordów Guinnessa.